# 印度地方自治运动
印度自治同盟（英語：Indian Home Rule movement），是印度的民族主义者组成的政治团体，目的是争取实现地方自治。1916年4月和1916年9月由巴尔·甘格达尔·提拉克、安妮·贝赞特夫人创建，随即开展大量宣传活动，吸引广大民众参与，希望能通过立宪的方式，在英国领导下实现印度自治。1916年印度国大党和全印穆斯林联盟之间签署《勒克瑙协定》，活动开始逐渐减少，最终纳入到印度国大党之中。